# Neil Young: Heart of Gold
Neil Young: Heart of Gold ist ein US-amerikanischer Dokumentar- und Konzertfilm von Jonathan Demme aus dem Jahr 2006 über den Sänger und Songwriter Neil Young. Der Film wurde im August 2005 gedreht und kam am 10. Februar 2006 in die US-Kinos. Das Konzert wurde im Ryman Auditorium in Nashville, Tennessee, aufgezeichnet. Das Konzert besteht aus zwei Teilen, die auch im Bühnenbild unterschiedlich ausfallen. Im ersten sind neue Lieder vom Album Prairie Wind zu sehen, im zweiten Teil singt Young Klassiker aus seiner langjährigen Karriere – während des Konzerts wird er dabei von einer Vielzahl an Freunden und anderen Profimusikern musikalisch begleitet.

## Lieder

### Prairie-Wind-Set
1. The Painter
2. No Wonder
3. Falling Off the Face of the Earth
4. Far from Home
5. It’s a Dream
6. Prairie Wind
7. Here for You
8. This Old Guitar
9. When God Made Me

### Klassiker-Set
1. I Am a Child
2. Harvest Moon
3. Heart of Gold
4. Old Man
5. The Needle and the Damage Done
6. Old King
7. Comes a Time
8. Four Strong Winds
9. One of These Days
10. The Old Laughing Lady

## Musiker
- Grant Boatwright – Harmoniegesang, Akustikgitarre, elektrische Gitarre
- Larry Cragg – 12-saitige Gitarre, 6-saitiges Banjo
- Anthony Crawford – Akustikgitarre, Harmoniegesang
- Chad Cromwell – Trommeln, Schlagzeug
- Diana DeWitt – Harmoniegesang, Akustikgitarre, Autoharp
- Clinton Gregory – Geige, Hintergrundgesang
- Emmylou Harris – Harmoniegesang, Rhythmusgitarre
- Karl T. Himmel – Trommeln, Schlagzeug
- Ben Keith – Pedal-Steel-Gitarre, Hawaiigitarre, Dobro, Vibraphon
- The Memphis Horns:
  - Wayne Jackson – Trompete
  - Tom McGinley – Bariton-Saxophon
  - Jimmy Sharp – Trombon
- Spooner Oldham – Hammond B3 Orgel, Klavier, Vibraphon
- Gary W. Pigg – Harmoniegesang, Akustikgitarre
- Rick Rosas – Bassgitarre
- Neil Young – Gesang, Akustikgitarre, 6-seitges Banjo, Klavier
- Pegi Young – Harmoniegesang, Akustikgitarre
- Fisk University Jubilee Singers
- The Nashville String Machine

## Sonstiges
Der Film erlöste international an den Kinokassen 2.201.933 Dollar und ist u. a. auch auf DVD erhältlich.